# Étienne Morel
Étienne Morel (Etienne Morelli), dit parfois Étienne de Morel, mort le 24 juillet 1499, est un ecclésiastique, abbé d'Ambronay, puis évêque de Maurienne (1483-1499).

## Biographie
Étienne (Estienne) Morel (Morelli) est issu d'une famille originaire du comté de Bourgogne, seigneurs de Virechatel. Certains auteurs ont pu le donner, par erreur selon Angley, originaire des environs d'Annecy.
Il est reçu chanoine-comte de Lyon, en 1481. Adolphe Vachet (1897) le donne comme successeur de Thibaud de Rieu. L'auteur semble le confondre avec son parent Louis Morel.
Il devient abbé commendataire d'Ambronay et de Saint-Pierre de Berne,. Il est prieur commendataire de La Boisse en Bresse,.
Lorsque le cardinal d'Estouteville meurt, le Chapitre de Maurienne souhaite voir monter sur le trône Urbain de Chevron Villette, mais le contexte n'a pas permis sa nomination par le Saint-Siège. Étienne Morel est référendaire du pape Sixte IV lorsqu'il est désigné le 31 janvier 1483 pour succéder au cardinal sur le siège de Maurienne. Il entre en possession du diocèse le 29 juin.
Il poursuit les travaux engagés par son prédécesseur dans la cathédrale de Saint-Jean-Baptiste de Saint-Jean-de-Maurienne,. Il fait notamment remanier l'abside du vaisseau central qui est « prolongée et couronnée par un nouveau chœur octogonal avec de grandes verrières de style flamboyant ». Il fait ainsi abattre le chœur du XIe siècle. Le nouveau chœur, agrandi dans un style flamboyant, reçoit un nouveau ciborium ainsi que quarante-trois stalles,, réalisées par le huchier genevois Pierre Mochet. Sur l'influence architecturale dans la restauration du chœur, une comparaison a été faite avec le cloître et la salle capitulaire d'Ambronay, où l'évêque a été abbé. L'inauguration des stalles se déroulent le 14 mai 1498, date probable de la fin des travaux de la nef. Il fait également évoluer la chapelle Sainte-Thècle en sacristie.
Étienne Morel meurt le 24 juillet 1499, en Bresse, selon Angley ou Rostaing. Besson a donné la bonne année, mais Rome comme lieu de décès. Son corps est déposé dans la chapelle de l'abbaye d'Ambronay,. Samuel Guichenon a publié l'épitaphe encore lisible à son époque : 

« Hic jacet in Christo Pater venerabilis Stephanus Morelli Decretorum Doctor, Episcopus Maurianensis et Commendatarius Abbas Monasterii sancli Petri Bernei et sanctœ Mariœ Ambroniacensis Ecclesiœ Abbatialis administrator, qui obiit 24 mensis Julii MCCCCXCIX cujus anima requiescat in pace, amen »

## Armoiries épiscopales
Il fait graver son blason « de sable aux trois fuseaux d'argent » (trois fusées d'argent posées en fasce), sur la clef de voûte dans l'aile orientale du cloître . Ce blason se retrouve d'ailleurs tant dans le chœur et la chapelle de l'église de Coligny, quand dans le cloître et la salle capitulaire de l'abbaye d'Ambronay, ou encore le chœur de la cathédrale de Saint-Jean-de-Maurienne. Comme le souligne le Chanoine Bellet, « Etienne de Morel était entiché de son blason. On le retrouve partout. L'humilité n'était pas sa vertu dominante »,.